# Jordi Bacaria i Colom
Jordi Bacaria i Colom (Reus, 23 de febrer de 1952) és un economista i investigador català. Entre 2013 i 2018 fou director del Centre d'Estudis i Documentació Internacionals a Barcelona.
Militant antifranquista en la seva joventut, (era membre del Partit Socialista Unificat de Catalunya), va ser detingut el 1971 quan feia una campanya contra les eleccions a Procurador en Corts juntament amb altres militants reusencs. En les primeres eleccions democràtiques del 1979 va ser elegit regidor a l'ajuntament de Sant Cugat del Vallès.
Llicenciat en Ciències Econòmiques des del 1975 i Doctor des de 1981 per la Universitat Autònoma de Barcelona, és catedràtic d'Economia Aplicada en aquesta mateixa universitat. Ha estat degà de la Facultat de Ciències Econòmiques de la UAB entre els anys 1986 i 1988, i director de l'Institut Universitari d'Estudis Europeus entre 1988 i 1992, i posteriorment entre 1994 i 2000. Des de l'any 2000 al 2009, va coordinar el Programa de Doctorat en Relacions Internacionals i Integració Europea de la UAB. Entre els anys 2000 i 2013 fou codirector de l'"Instituto de Estudios de la Integración Europea" de Mèxic, una institució finançada per la Comissió Europea i l'Institut Tecnològic Autònom de Mèxic. També ha estat editor de la revista Foreign-Affairs Latinoamérica, editada a Mèxic. És membre de FEMISE (xarxa Euro-Mediterrània d'instituts d'anàlisi socioeconòmica), i expert en les comissions d'Acreditació de professorat i Verificació de plans d'estudi de l'ANECA (Agencia Nacional de Evaluación de la Calidad y Acreditación). També és autor de publicacions sobre integració econòmica, Amèrica Llatina, economia de la Mediterrània, institucions monetàries i elecció pública.
El juny de 2013 fou nomenat, a proposta del president del Patronat en aquell moment, Carles Gasòliba, director del Centre d'Estudis i Documentació Internacionals a Barcelona (CIDOB), substituint en el càrrec a Jordi Vaquer i Fanés. El 2018 seria substituït per Pol Morillas.